# Ankaratrella
Ankaratrella is een geslacht van vliesvleugeligen uit de familie Pteromalidae. De wetenschappelijke naam van dit geslacht is voor het eerst geldig gepubliceerd in 1952 door Risbec.

## Soorten
Het geslacht Ankaratrella is monotypisch en omvat slechts de volgende soort:
- Ankaratrella elongata Risbec, 1952